# فاضل أحمد قاسم الطائي
فاضل بن أحمد بن قاسم الغواص، باحث وعالم كيميائي عراقي، ولد في عام 1340هـ/ 1922م، في محلة بني سعيد بجانب الرصافة من بغداد، وكان والدهُ الملا أحمد بن الشيخ قاسم مختاراً لمحلة بني سعيد في بغداد. أكمل فاضل الدراسة الابتدائية والثانوية في مدارس بغداد عام 1940، ثم ألتحق ببعثة علمية في الجامعة الأميركية في بيروت وتخرج منها بدرجة ليسانس علوم عام 1942، ونال شهادة الماجستير في الجامعة نفسها وتخرج عام 1944، وسافر إلى الولايات المتحدة الأمريكية والتحق بجامعة تكساس فنال شهادة الدكتوراه في الكيمياء عام 1952. شغل عدة مناصب تدريسية في كلية العلوم ببغداد منها استاذاً مساعداً فاستاذاً منذ عام 1956 حتى عام 1962، واسندت إليهِ مهام رئاسة لجنة الطاقة الذرية ما بين الأعوام 1965 – 1966، ورأس المجلس العلمي الأعلى حتى عام 1969. وكان قد انتخب عضواً عاملا في المجمع العلمي العراقي عام 1963، واختير أمينا عاماً لهُ عام 1974. وترأس قسم الكيمياء في جامعة بغداد وشغل منصب عميد كلية العلوم في الجامعة للفترة 1960-1964، وترأس الجمعية الكيميائية العراقية وكان أحد أعضائها وصار رئيساً لتحرير مجلة كلية العلوم.

## أهم منجزاته
كان فاضل احمد الطائي عضواً في جمعية العلماء الامريكيين، وعضوا في الجمعية الكيمياوية الأمريكية وشارك في الكثير من الندوات والمؤتمرات القطرية والعربية وتاريخهما العربي وألقى عدة محاضرات في خواص المواد الكيمياوية ونشرت بحوثه في المجلات العلمية الأجنبية في لندن وفي العراق في مجلة المجمع العلمي العراقي ومجلة كلية العلوم ومجلة الجمعية الكيميائية العراقية.

## من مؤلفاته
- أعلام العرب في الكيمياء.
- علم الصيدلة عند العرب.
- الوجيز في الصحة والكيمياء عند العرب.
- موسوعة الحضارة العربية الإسلامية.

## وفاته
توفى في بغداد عام 1404هـ/ 1984م، ودفن بجوار جدهِ قاسم الغواص في سامراء.